# Gildepoortje (Woerden)

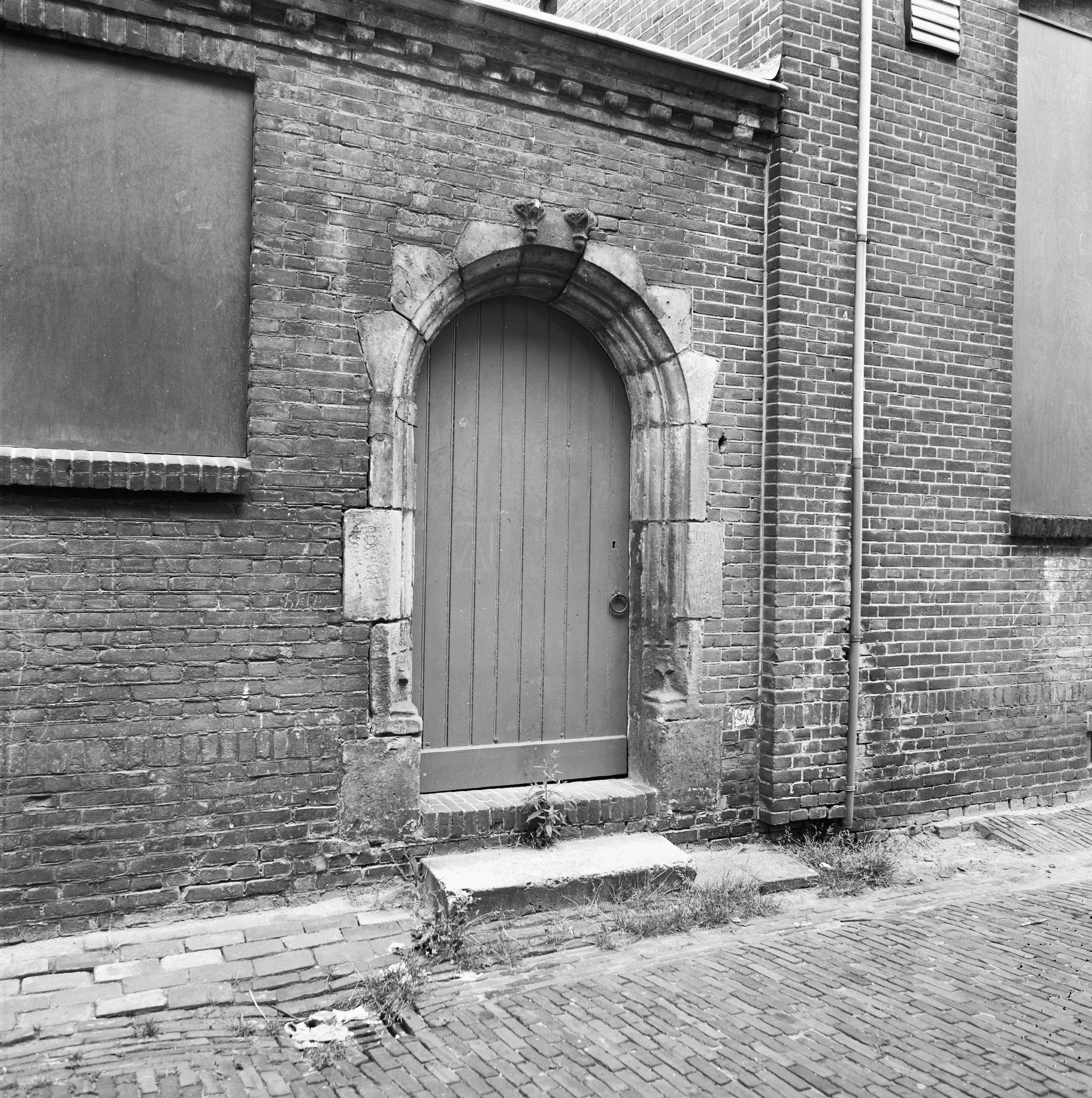
Poortje zoals het stond in de Kazernestraat in 1976

Het Gildepoortje in Woerden is een poort in een muur dat stamt uit de 16e eeuw. Het is in 2017 op een nieuwe locatie geplaatst in de Havenstraat, direct naast het Stadsmuseum. Het poortje is in 1978 aangewezen als rijksmonument. Het poortje is een rondboogpoortje in laatgotische natuursteen met een geprofileerde omlijsting. Het poortje is bekroond door twee gebeeldhouwde consoles.

## Geschiedenis
Het poortje behoorde bij het schippersgilde en gaf oorspronkelijk toegang tot de tuin van het Sint Nicolaasgilde dat aan de Hoge Woerd gevestigd was. Het gildehuis werd in 1576 gesloopt. De nieuwe eigenaar, Jan van Honthorst, liet er een huis bouwen, en gebruikte het poortje waarschijnlijk als toegang voor een overdekte gang naar het erf.
Op het erf van de woning van Van Honthorst kwam in de 18e eeuw de hervormde pastorie. Het poortje was vanaf dat moment de toegang tot de Sint Nicolaasgang, tussen Hoge Woerd en Kazernestraat. 
Het poortje werd in 1977 verplaatst naar de Kazernestraat, in de gevel van een horecagelegenheid. Vanaf dat moment kreeg het poortje de naam "Gildepoortje".
In 2002 werd het poortje gedemonteerd en opgeslagen. Na een zoektocht voor een nieuwe locatie werd het poortje op de huidige locatie in de Havenstraat geplaatst.

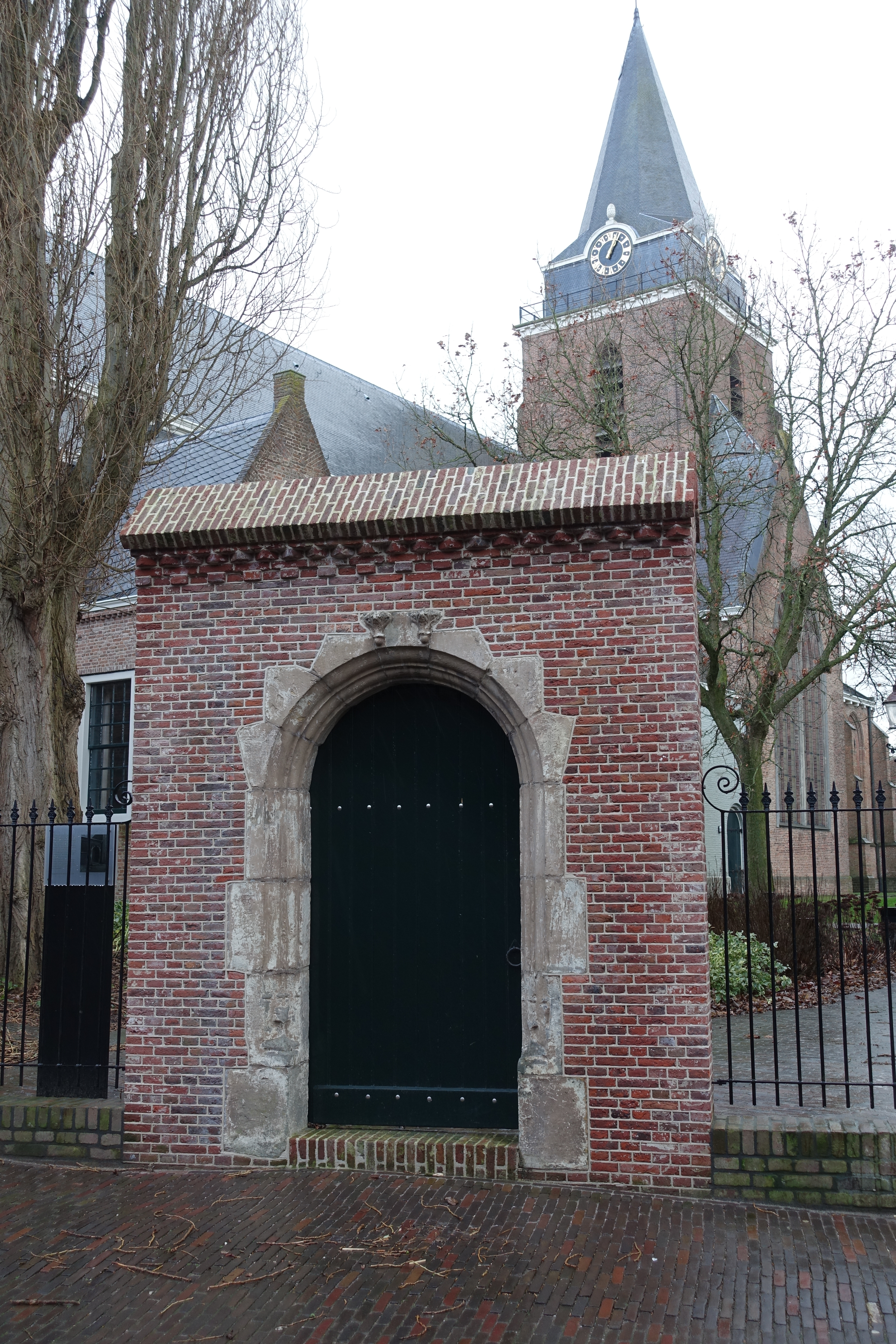
Gildepoortje in 2018

In de muur rond het muurtje is in 2017 een tijdcapsule geplaatst met winnende tekeningen van een kleurwedstrijd voor kinderen.

## Wetenswaardigheden
Het poortje werd ooit Jan de Bakkerpoortje genoemd, naar Jan de Bakker, die in Den Haag werd veroordeeld tot de brandstapel. Hij zou door het poortje zijn weggevoerd in 1525. Dit is echter onjuist.